# Вакцинація проти COVID-19 у Канаді
Вакцинація проти COVID-19 у Канаді — це кампанія масової імунізації населення Канади проти COVID-19 під час пандемії коронавірусної хвороби. Вакцинація проти COVID-19 у Канаді була тривалою міжурядовою взаємодією, координованою між органами, відповідальними в уряді Канади, за придбання та розповсюдження вакцин між окремими провінційними та територіальними органами влади, які, у свою чергу, проводили вакцинацію проти COVID-19 схваленими вакцинами під час епідемії COVID-19 у Канаді.Провінції співпрацювали з місцевими муніципальними органами влади, лікарняними системами, сімейними лікарями та незалежними аптеками, щоб частково або повністю допомогти у проведенні вакцинації. Ця вакцинація є найбільшою в історії країни. Вакцинація почалася 14 грудня 2020 року і тривала довгий час.
Міністерство охорони здоров'я Канади відповідає за схвалення та регулювання вакцин (та інших фармацевтичних препаратів), тоді як Агентство громадської охорони здоров'я Канади відповідає за охорону здоров'я, готовність до надзвичайних ситуацій і реагування на них, а також контроль і профілактику інфекційних і хронічних захворювань. Вакцини схвалюються міністерством охорони здоров'я Канади, закупляються урядом Канади та розподіляються Агентством громадської охорони здоров'я між окремими провінціями та територіями траншами на основі різних факторів, таких як чисельність населення та пріоритетні групи населення. Національний консультативний комітет з імунізації також видав рекомендації щодо того, як слід розподіляти вакцини, через які проміжки часу, та яким групам населення. Національний консультативний комітет з імунізації також бере участь у розробці рекомендацій щодо використання або відмови від вакцин для певного віку чи груп населення.
Національна дослідницька рада Канади зробила інвестиції у внутрішні розробки вакцин-кандидатів, у тому числі кандидатів Університету Саскачевану та «Variation Biotechnologies». У травні 2020 року Національна дослідницька рада оголосила про заплановану угоду про проведення клінічних досліджень вакцини-кандидата китайської компанії «CanSino Biologics» і планує виробляти її на своїх підприємствах у Монреалі після отримання дозволу. Однак угода провалилася через напружені канадсько-китайські відносини, і пізніше федеральний уряд оголосив про зобов'язання придбати вакцини, які виробляють AstraZeneca, Moderna, Pfizer і Janssen.
На початку 2021 року як Pfizer–BioNTech, так і Moderna не відправили узгоджену кількість безпечних вакцин до Канади та інших країн через проблеми з виробництвом. Це спричинило дефіцит вакцини та значне уповільнення проведення вакцинації. До середини лютого 2021 року значне збільшення виробництва та доставки вакцин у поєднанні з рекомендацією Агентства громадського здоров'я продовжити введення другої дози максимум до 16 тижнів призвело до більшого нарощування доставки вакцин по всій країні, а до липня 2021 року постачання вакцин до Канаді зросло, щоб дозволити повернутися до скорочених інтервалів дозування.
Після екстреного дозволу міністерства охорони здоров'я Канади на застосування вакцини Pfizer–BioNTech 9 грудня 2020 року, 14 грудня 2020 року по всій країні розпочато масову вакцинацію. Пізніше агентство схвалило вакцину Moderna 23 грудня 2020 року. 26 лютого 2021 року Міністерство охорони здоров'я Канади дозволило використовувати вакцину Oxford–AstraZeneca. Через занепокоєння щодо порушення згортання крові використання вакцини Oxford-AstraZeneca було переважно припинено, а тим, хто вже отримав першу дозу, було рекомендовано отримати мРНК-вакцину під час другого щеплення. Вакцина Janssen була схвалена 5 березня 2021 року; однак Канада не отримала вакцини Janssen до 28 квітня 2021 року, яку потім було знищено через проблеми із забрудненням на підприємстві-виробнику. Використання Janssen було призупинено до листопада 2021 року, коли уряд придбав вакцину для використання особам, які вагалися щодо вакцинації.
Канада стала першою країною, яка дозволила вакцину проти COVID-19 для осіб молодших 16 років після того, як 5 травня 2021 року схвалила вакцину Pfizer для дітей віком від 12 до 15 років. У серпні 2021 року вакцину Moderna було дозволено використовувати дітям віком 12 і вище. 16 вересня 2021 року міністерство охорони здоров'я Канади повністю схвалило вакцини Moderna та Pfizer, а в листопаді 2021 року міністерство охорони здоров'я Канади схвалило вакцини Pfizer-BioNTech і Moderna для використання бустерною (або третьою дозою). 19 листопада 2021 року міністерство охорони здоров'я Канади схвалило вакцину Pfizer-BioNTech (з меншим дозуванням) для дітей віком від 5 до 11 років. 17 лютого 2022 року міністерство охорони здоров'я Канади схвалило вакцину Novavax, яка є першою схваленою білковою субодиничною вакциною проти COVID-19.

## Історія та хронологія

### Підготовка
У березні 2020 року федеральний уряд оголосив про інвестиції в розмірі 275 мільйонів канадських доларів на «дослідження коронавірусу та медичні заходи протидії», а 23 квітня 2020 року було оголошено про додаткову фінансову підтримку в розмірі понад 1 мільярда канадських доларів. Це фінансування «національної стратегії медичних досліджень для боротьби з COVID-19» включало «розробку вакцини, виробництво засобів лікування та відстеження вірусу».
Співголовами Цільової групи з терапії (англ. Therapeutics Task Force, TTF), якій доручено визначити пріоритети «фінансової підтримки перспективних проєктів лікування COVID-19», були Ненсі Харрісон і Седрік Біссон. Секретаріат Цільової групи з терапії розміщувався в міністерстві інновацій, науки та промисловості. Джоан Ленглі та Дж. Марк Лівонен були співголовами Цільової групи з питань вакцин (VTF), яка консультує федеральний уряд щодо «розробки вакцин, відповідного біовиробництва та міжнародного партнерства». Секретаріат Цільової групи з питань вакцин підтримувався Національною науково-дослідницькою радою Канади.

### Невдала угода з CanSino
Національна дослідницька рада Канади підписала угоди з декількома компаніями, які розробляли вакцини-кандидати, включно з «Variation Biotechnologies» (яка має підприємство в Оттаві) та закладом з вакцин та інфекційних захворювань Університету Саскачевану — Міжнародним центром вакцин (VIDO–InterVac). У Канаді не було потужностей, здатних виробляти вакцини проти COVID-19 на момент спалаху пандемії. Національна дослідницька рада Канади виділила 45 мільйонів доларів на модернізацію своїх лабораторій у Монреалі в очікуванні початку виробництва вакцини.
6 травня 2020 року Національна дослідницька рада досягла угоди з китайською фармацевтичною компанією «CanSino Biologics» щодо проведення клінічних випробувань її кандидата на вакцину проти COVID-19 Ad5-nCoV в Університеті Далгаузі в Новій Шотландії. У своєму рішенні дослідницька рада посилалася на свою «міцну історію співпраці» з «CanSino» та минулу роботу над аденовірусними вакцинами. Кандидат на вакцину «CanSino» був першим, хто почав клінічні дослідження II фази, і вважався одним із найкращих кандидатів у вакцини.
При досягненні угоди Національна дослідницька рада Канади отримала би «безкоштовне невиключне право на використання, виробництво та відтворення вакцини для екстреного використання під час пандемії». Про угоду оголосив прем'єр-міністр Джастін Трюдо 12 травня 2020 року під час прес-брифінгу, і очікувалося, що дослідження розпочнуться протягом наступних 2 тижнів. Дослідження було офіційно затверджено 15 травня; національна дослідницька рада заявила, що сподівається виробляти від 70 до 100 тисяч доз вакцини «CanSino» на місяць.
На угоду з «CanSino» вплинули напружені відносини Канади з Китаєм; поставки доз вакцини були заблоковані китайською митницею, а Держрада КНР відмовилася дати дозвіл на поставку. У липні 2020 року, після появи повідомлень про затримки, національна дослідницька рада Канади заявила, що «CanSino» «[залишалася] дуже відданою канадським клінічним дослідженням».

### Угоди з Moderna, Pfizer і AstraZeneca
Оскільки угода з «CanSino» провалилася, а цільова група з питань вакцин переглядала свої рекомендації на основі даних клінічних досліджень з інших країн, 5 серпня 2020 року міністр державних послуг і закупівель Аніта Ананд оголосила, що федеральний уряд зобов'язався закупити дози вакцин Moderna та Pfizer–BioNTech. В очікуванні вакцини проти COVID-19 канадський уряд придбав понад 75 мільйонів підшкірних голок і шприців.
Після того, як національний дослідницький центр виявив, що його поточна лабораторія не відповідає належній виробничій практиці, 31 серпня прем'єр-міністр Трюдо оголосив про федеральні інвестиції в розмірі 126 мільйонів доларів США на «проєктування, будівництво, введення в експлуатацію та кваліфікацію нового біовиробничого об'єкта» — Центру виробництва біологічних препаратів, який мав бути завершений до кінця липня 2021 року. Він мав бути побудований поруч із тогочасним заводом національного дослідницького центру «Royalmount» у Монреалі, та мав заплановану виробничу потужність приблизно 2 мільйони одиниць на місяць.
У вересні 2020 року федеральний уряд зобов'язався закупити 20 мільйонів доз вакцини Oxford–AstraZeneca. Уряд також оголосив, що інвестує 440 мільйонів доларів США в ініціативу COVAX, щоб допомогти фінансувати справедливі закупівлі вакцин проти COVID-19 у всьому світі.
У листопаді 2020 року лідер Консервативної партії Ерін О'Тул розкритикувала федеральний уряд за те, що він надто сильно зосереджується на угоді з «CanSino», стверджуючи, що її уряд «не поклав би всі наші яйця в кошик Китаю».
20 листопада 2020 року консорціум Pfizer-BioNTech подав свою вакцину на екстрений дозвіл до міністерства охорони здоров'я Канади.

### Початкові схвалення та початок вакцинації
9 грудня 2020 року міністерство охорони здоров'я Канади дозволило екстрене використання вакцини Pfizer–BioNTech проти COVID-19 згідно з тимчасовим розпорядженням щодо імпорту, продажу та реклами лікарських засобів для використання у зв'язку з COVID-19. Агентство громадської охорони здоров'я Канади контролювало впровадження та застосування вакцини. До середини грудня 2020 року компанія Pfizer уклала угоди про постачання 20 мільйонів доз до Канади. Заклади охорони здоров'я почали введення перших 30 тисяч доз вакцини Pfizer–BioNTech у Канаді 14 грудня. Очікувалося, що до кінця 2020 року буде поставлено 249 тисяч доз вакцини.
Через логістику холодильного зберігання початкові дози були доставлені до 14 пунктів розподілу в провінціях, але жоден із них не вирушав до інших місць, оскільки вони не могли належним чином зберігати вакцину. 14 оригінальних місць розповсюдження були розташовані в Сент-Джонсі, Галіфаксі, Шарлоттауні, Мірамічі, Квебеку, Монреалі, Оттаві, Торонто, Вінніпезі, Реджайні, Едмонтоні, Калгарі та два в районі Великого Ванкувера. Уряд Канади очікував, що до кінця березня вакцину введуть групам найбільшого пріоритету, визначених кожною провінцією. Більшість провінцій першочергово встановили пріорітет для певної підгрупи медичних працівників, за винятком Квебеку, де в пріоритеті мешканці будинків довгострокового догляду, а також у Британській Колумбії, Нью-Брансвіку та Острів Принца Едуарда, де в пріоритеті обидва. Більшість провінцій також планували розширити пріоритетний статус для додаткових груп, наприклад людей похилого віку або дорослих у громадах корінного населення, перш ніж поширювати вакцинацію на широкі верстви населення.
На тому ж тижні, коли були зроблені перші щеплення вакциною Pfizer–BioNTech проти COVID-19, міністерство охорони здоров'я Канади схвалило вакцину Moderna 23 грудня, і було повідомлено, що Канада отримає 168 тисяч доз вакцини Moderna до кінця 2020 року. На відміну від вакцини Pfizer–BioNTech, вакцина Moderna не потребує екстремально холодного зберігання, що означало, що станом на 28 грудня Північно-Західні території та Юкон отримали свої перші поставки по 7200 вакцин Moderna кожна. Щеплення на цих територіях не планувалося до середини січня.
2 лютого 2021 року прем'єр-міністр Трюдо оголосив про угоду з «Novavax» щодо виробництва вакцини проти COVID-19 у Центрі виробництва біологічних препаратів, що зробило її першою вакциною, яка вироблятиметься всередині країни. У той час вакцина Novavax проти COVID-19 чекала на схвалення міністерства охорони здоров'я Канади. Це була перша угода, підписана Канадою, яка дозволяє внутрішнє виробництво іноземної вакцини. Контракт із Novavax був укладений на 52 мільйони доз вакцини. Дотримуючись рекомендацій Цільової групи з питань вакцин і Цільової групи з терапії, федеральний уряд оголосив про інвестиції у дві біовиробничі компанії — «Precision NanoSystems Incorporated» (PNI) у Ванкувері та «Edesa Biotech Inc.» (Edesa) у Маркхемі в Онтаріо. Біотехнологічна компанія PNI мала отримати до 25,1 мільйона доларів США на будівництво «центру біовиробничого виробництва вартістю 50,2 мільйона доларів США для виробництва вакцин і терапевтичних засобів для профілактики та лікування таких захворювань, як інфекційні захворювання, рідкісні захворювання, рак та інші незадоволені потреби». Компанія «Edesa» мала отримає до 14 мільйонів доларів на «Edesa Biotech» для «розширення роботи над терапією моноклональними антитілами гострого респіраторного дистрес-синдрому, який є основною причиною смертей від COVID-19».
Станом на лютий 2021 року національна дослідницька рада та міністерство інновацій і технологій підтримали вироблені в країні вакцини та терапевтичні препарати для COVID-19, включаючи 37 мільйонів доларів США на першому етапі фінансування для 6 вакцин-кандидатів і 7 терапевтичних препаратів.

### Затримки у виробництві
У середині та наприкінці січня 2021 року з'явилися подробиці про затримки у виробництві обох авторизованих вакцин, виготовлених Pfizer і Moderna, що вплинуло на перебіг вакцинації в країні з кінця січня до лютого місяця. 3 лютого Європейська комісія схвалила доставку вакцин проти COVID-19 до Канади, попри обмеження виробництва в Європі. Канада була однією з багатьох країн, які подали заявку на поставку і не мали власних виробничих потужностей. До 4 лютого керівник логістики вакцин до Канади генерал-майор Фортін сказав, що хоча «Pfizer» пояснює різко менші поставки вакцин — зі зменшенням на 80 % усіх поставок компанії — «модернізацією заводу на підприємстві в Бельгії», «Moderna» не надала жодних пояснень подібним затримкам. До початку 2021 року швидкість проведення Канадою вакцинації проти COVID-19 стала темою широкого громадського обговорення, а також відповідно постало питання про те, чому вакцини не виробляються в Канаді.
Генерал-майор Фортін повідомив, що 180 тисяч доз вакцини Moderna надійшли до Канади вранці 4 лютого, і Канада «все ще очікує 2 мільйони доз Moderna до кінця березня». 4 лютого Фортін заявив, що близько 70 тисяч доз вакцини Pfizer-BioNTech надійде наступного тижня.
3 лютого COVAX опублікував прогноз розповсюдження вакцини по країнах серед учасників COVAX — Канада мала отримати 1903200 доз вакцини Oxford–AstraZeneca до кінця першої половини 2021 року.
12 лютого міністр державних послуг і закупівель Канади повідомив, що Канада домовилась за прискорений графік постачання вакцини Pfizer-BioNTech проти COVID-19. До кінця вересня Канада мала отримати 40 мільйонів доз вакцини Pfizer-BioNTech.

### Повернення до регулярних поставок
18 лютого 2021 року генерал-майор Фортін повідомив, що період обмежених поставок у Канаду закінчився, і навесні та влітку буде «велика кількість поставок». Це призведе до «значного розширення можливостей імунізації в провінціях». Новий графік доставки вакцини Pfizer включав 475 тисяч доз у лютому та 444600 доз на тиждень у березні, відповідно до системи відстеження розподілу вакцин. У статті в «New York Times» від 18 лютого 2021 року йдеться про те, що канадці стурбовані проведенням вакцинації. За матеріалами того ж видання оглядач, який брав інтерв'ю у тих, хто займається «розробкою вакцини, епідеміологією, інфекційним контролем і ланцюжками медичних поставок», усі вони сказали, що не дивно, що вакцинація в Канаді відбувається не за планом. Хоча вони могли зрозуміти, чому канадці були розчаровані, вони сказали, що це «природа нових вакцин».

### Схвалення Oxford-AstraZeneca та Johnson & Johnson
26 лютого міністерство охорони здоров'я Канади дозволило використовувати вакцину Oxford–AstraZeneca проти COVID-19. Міністерство дозволило використання двох версій однієї вакцини, одну з яких походить із Великої Британії, а інша виготовлена в Індії Інститутом сироватки крові Індії (торгова назва «Ковішелд»). Перша партія з 500 тисяч доз вакцини Oxford-AstraZeneca прибула 3 березня 2021 року. Ці дози були позначені терміном придатності до 2 квітня 2021 року, що вимагало швидкого їх введення.
Вакцина Janssen проти COVID-19 була дозволена 5 березня 2021 року і стала четвертою вакциною, яка отримала схвалення міністерства охорони здоров'я Канади. Ця вакцина була першою однодозовою вакциною, яка була дозволена в Канаді. Терміни доставки вакцини залишалися невідомими.
Після того як було досягнуто угоди з Pfizer щодо збільшення деяких поставок, прогнозувалося, що до кінця березня 2021 року в Канаді буде доступно 8 мільйонів доз вакцини (від 3 постачальників). Щоб максимізувати розподіл перших доз, комітет з імунізації рекомендував вводити другу дозу протягом 4 місяців після першої дози.
26 березня 2021 року міністр охорони здоров'я підтвердив, що 1,5 мільйона доз Oxford-AstraZeneca надійдуть із США 30 березня 2021 року, і що 10 мільйонів доз вакцини Johnson & Johnson надійдуть у період з квітня по вересень 2021 року.

### Розширення вакцинації та збільшення поставок
У середині квітня 2021 року уряд Канади уклав угоду з Pfizer про отримання ще 8 мільйонів доз вакцини на додаток до вже замовлених, при цьому понад 2 мільйони доз надходитимуть до країни щотижня, починаючи з травня. Однак Moderna продовжувала затримувати поставки, та скоротила замовлення на кінець квітня з 1,2 мільйона доз до 650 тисяч.
У зв'язку з громадським розчаруванням постійно змінюваними системами бронювання вакцин по всій країні невелика волонтерська група, знана як «Мисливці за вакцинами Канади» (англ. Vaccine Hunters Canada), створила вебсайт, сторінку у Twitter і Facebook, щоб допомогти «канадцям, які відповідають вимогам, знайти вакцини». Група публікувала відповідну інформацію про доступні місця вакцинації, вимоги до відповідності та інші поради для громадськості, які інакше могли б бути невідомими. З 28 квітня 2021 року міська влада Торонто офіційно співпрацювала з групою, щоб надати їм інформацію на кінець дня щодо наявності вакцини та місць вакцинації, які наразі не використовуються, а також інформацію про клініки з вакциною.
Перша партія вакцини Johnson & Johnson прибула до Канади 28 квітня 2021 року. У першій партії країна отримала 304800 доз цієї однодозової вакцини. Однак міністерство охорони здоров'я Канади затримало вантаж для перевірки безпеки, посилаючись на проблеми з виробництвом на підприємствах «Emergent BioSolutions».
У травні 2021 року комітет з імунізації висловив рекомендацію, згідно з якою мРНК-вакцини мають перевагу над вакцинами на основі вірусних векторів, зокрема вакцинами AstraZeneca та Johnson & Johnson, через рідкісний ризик емболії та тромбозу після вакцинації, а віце-голова комітету Шеллі Дікс заявила, що «люди повинні мати усвідомлений вибір: зробити щеплення першою доступною вакциною або чекати на мРНК-вакцину». Комітет був розкритикований за цю рекомендацію, критики стверджували, що вона суперечить думці, що пацієнти повинні отримати першу вакцину, яку їм запропонують, і що ця заява є неоднозначним повідомленням про безпеку вакцин, яке може призвести до збільшення вагань щодо вакцинації.
5 травня 2021 року представники охорони здоров'я Канади дозволили вакцину Pfizer для підлітків від 12 до 15 років, ставши першою країною у світі, яка це зробила.
11 і 12 травня кілька провінцій, включаючи Альберту, Манітобу, Нову Шотландію, Онтаріо та Саскачеван, оголосили про припинення використання вакцини AstraZeneca як перших доз, посилаючись на брак поставок, а деякі провінції також посилалися на ризик утворення тромбів.
У середині травня поставки від виробників продовжували прискорюватися. Очікувалося, що протягом тижня 16 травня Канада отримає рекордні 4,5 мільйона доз двох мРНК-вакцин від «Pfizer» і «Moderna».
У Британській Колумбії прибережна служба охорони здоров'я Ванкувера 31 травня вибачилася за те, що випадково ввела вакцину «Moderna» 12 підліткам, які мали отримати вакцину «Pfizer» відповідно до схвалення.

### 50% етап вакцинації та другі дози
Станом на 22 травня 2021 року принаймні половина населення отримала принаймні одну дозу вакцини, а Канада ввела 20,328 мільйона доз вакцини. Країна випередила інші великі країни за рівнем охоплення, зокрема випередила за рівнем вакцинації США.
Після того, коли наприкінці травня 2021 року нові партії вакцини Oxford-AstraZeneca надійшли в країну, провінції вирішували, чи спочатку вводити другу дозу, наприклад, як в Онтаріо, чи надавати особам, які отримали першу дозу, можливість вибрати іншу вакцину для другого введення, як у Британській Колумбії.
Відсоток перших доз у країні був непропорційно високим порівняно з другими дозами через попередні рекомендації комітету з вакцин щодо інтервалів до 4 місяців. Це призвело до закликів медичних експертів до провінцій віддавати пріоритет другим дозам, посилаючись на те, що наявність лише однієї дози зробить населення вразливим до варіантів SARS-CoV-2. Наприкінці травня 2021 року, на тлі збільшення пропозиції, кілька провінцій почали скорочувати інтервали між введенням других доз. 28 травня комітет з імунізації наслідував цей приклад, опублікувавши нові вказівки щодо того, що другі дози слід вводити «якнайшвидше», особливо особам із високим ризиком.
Протягом тижня після вихідних у День Вікторії Канада очікувала меншу поставку вакцини, ніж зазвичай, оскільки попереднього тижня надійшло більше вакцини Pfizer–BioNTech.
Раніше уряд зазначав, що до кінця липня 2021 року Канада матиме 55 мільйонів доз, але це переважно включало надходження вакцини Pfizer. Тепер Moderna зобов'язалася доставити 11 мільйонів доз у липні 2021 року, причому 5 мільйонів із цих доз мали надійти в червні. У поєднанні з очікуваними поставками 9 мільйонів доз Pfizer цього мало бути достатньо, щоб надати Канаді 68 мільйонів доз до кінця липня.

### Обов'язкова вакцинація та повне схвалення
13 серпня 2021 року міністр міжурядових справ Домінік Леблан і міністр транспорту Омар Альгабра повідомили, що федеральний уряд планує запровадити обов'язкову вакцинацію для всіх федеральних державних службовців, працівників регульованих на федеральному рівні транспортних галузей, і пасажирів комерційних авіаперевезень, міжпровінційних залізниць з обслуговуванням, та великих морських суден з ночівлею (зокрема, круїзних суден). Уряд також «очікував» вакцинації всіх працівників у галузях, які регулюються Трудовим кодексом Канади. На момент оголошення цього рішення уряд Канади підрахував, що приблизно 19 тисяч роботодавців і 1,235 мільйона найманих працівників (8 % усіх працівників Канади) підпадають під дію запровадження обов'язкової вакцинації.
Невдовзі після заяви уряду Канади деякі провінції почали обов'язкову вакцинацію своїх державних службовців, починаючи з уряду Онтаріо, який оголосив 17 серпня, що державні служби охорони здоров'я та шкільні ради повинні запровадити «політику вакцинації». що вимагатиме від працівника або повної вакцинації, або проходження регулярного тестування. Того ж дня уряд Квебеку оголосив, що працівники охорони здоров'я як у державному, так і в приватному секторах повинні бути повністю вакциновані до 1 жовтня 2021 року. Наступною провінцією, яка ухвалила рішення про обов'язкову або регулярну вакцинацію, став Нью-Брансвік, та запровадив тестування для провінційних державних службовців.
27 серпня 2021 року вакцину Moderna дозволили для екстреного застосування дітям віком від 12 років.
16 вересня 2021 року, після закінчення терміну дії вищезгаданого тимчасового наказу, міністерство охорони здоров'я Канади офіційно повністю схвалило вакцини Moderna та Pfizer для осіб віком від 12 років.

### Схвалення для дітей молодшого віку та бустерних доз
18 жовтня 2021 року консорціум Pfizer-BioNTech подав свою вакцину в міністерство охорони здоров'я Канади для схвалення для дітей віком від 5 до 11 років. Подання рекомендувало менші дози тієї ж вакцини, що використовується для дорослих. Через кілька днів Канада замовила 2,9 мільйона дитячих доз вакцин Pfizer.
Наприкінці жовтня комітет з імунізації рекомендував використовувати бустерні щеплення (треті дози) вакцин для певних категорій осіб з ослабленим імунітетом, осіб старших 70 років, осіб, які отримали повну серію щеплень вакциною Oxford-AstraZeneca або вакциною Janssen, і тих, хто працює в медичних закладах після 6 місяців повної вакцинації. Багато провінцій підтримали це рішення.
19 листопада Міністерство охорони здоров'я Канади схвалило вакцину Pfizer-BioNTech для дітей віком від 5 до 11 років. Міністерство рекомендувало дітям отримувати менші дози з інтервалом не менше 8 тижнів між щепленнями. Ця вакцина розпочала надходити через кілька днів.
На тлі появи варіанту Омікрон комітет з акцинації переглянув інформацію щодо рекомендацій щодо повторних щеплень для більшості дорослих. Прем'єр-міністр країни сказав, що якби бустерні дози були б запропоновані всім, у Канади все одно було б достатньо вакцини. Деякі провінції заздалегідь почали пропонувати бустерні дози тим, хто не відповідає рекомендаціям комітету з імунізації.
28 січня 2022 року далекобійники з усієї Канади приїхали до Оттави, щоб протестувати проти обов'язкової вакцинації для далекобійників, які перетинають кордон із США до Канади.
5 квітня 2022 року комітет з вакцинації почав рекомендувати вводити четверті дози вразливим групам населення, а саме особам похилого віку, які живуть у будинках для довгострокового догляду, й особам віком від 80 років.
14 липня 2022 року міністерство охорони здоров'я Канади схвалило вакцину Moderna для дітей віком від 6 місяців до 5 років, завдяки чому ще 1,7 мільйона людей отримали право на вакцинацію. Діти цієї вікової групи отримають приблизно чверть дози, що вводиться дорослим.
1 вересня 2022 року нова двовалентна вакцина Moderna, яка націлена як на оригінальний штам COVID-19, так і на варіант Omicron BA.1, отримала схвалення від міністерства охорони здоров'я Канади. Через тиждень перші вантажі з цією вакциною прибули до Квебеку, а потім до Онтаріо та інших провінцій. Бівалентна вакцина на той час не призначалася для заміни оригінальної вакцини Moderna, а замість цього буде співіснувати з нею, при цьому федеральний уряд зберігатиме запаси обох видів вакцини.
7 жовтня 2022 року міністерство охорони здоров'я Канади схвалило нову двовалентну вакцину Pfizer, яка націлена на оригінальний штам COVID-19, а також на субваріанти Omicron BA.4 і BA.5, для осіб віком від 12 років. За даними міністерства охорони здоров'я, станом на середину вересня 2022 року 97 % випадків COVID-19 у Канаді мали субваріант BA.4 або BA.5. Тоді ж комітет з вакцинації рекомендував жителям країни використовувати одну зі схвалених двовалентних вакцин для їх майбутньої ревакцинації. Пізніше 9 грудня була схвалена двовалентна вакцина Pfizer для дітей віком від 5 до 11 років.

## Вакцинація за провінціями та територіями

### Розповсюдження вакцини
У грудні 2020 року комітет з імунізації опублікував перші рекомендації щодо багатоетапного проведення вакцинації, які надаватимуть пріоритет конкретним групам населення, починаючи з людей віком 70 років і старше, медичних працівників, працівників і мешканців закладів довгострокового догляду та корінного населення. Потім черга на вакцинацію перейшла до інших уразливих груп, включаючи тих, хто швидко реагує, працівників життєво необхідних галузей і осіб з хронічними захворюваннями, перш ніж відкритися для широких верств населення.
| Британська Колумбія        | 5,174,724  | 4,559,145  | 4,399,082  | 87.43 % | 84.36 % | [ 111 ] |
| Альберта                   | 4,444,277  | 3,630,480  | 3,425,775  | 81.72 % | 77.11 % | [ 111 ] |
| Саскачеван                 | 1,179,906  | 976,094    | 916,695    | 82.73 % | 77.70 % | [ 111 ] |
| Манітоба                   | 1,382,904  | 1,145,269  | 1,101,542  | 82.77 % | 79.61 % | [ 111 ] |
| Онтаріо                    | 14,789,778 | 12,790,406 | 12,302,531 | 86.27 % | 82.98 % | [ 111 ] |
| Квебек                     | 8,585,523  | 7,907,623  | 7,206,045  | 91.90 % | 83.75 % | [ 111 ] |
| Нью-Брансвік               | 783,721    | 700,212    | 661,271    | 88.72 % | 83.79 % | [ 111 ] |
| Острів Принца Едварда      | 160,536    | 156,154    | 144,466    | 95.03 % | 87.92 % | [ 111 ] |
| Нова Шотландія             | 982,326    | 889,828    | 842,600    | 89.70 % | 84.94 % | [ 111 ] |
| Ньюфаундленд і Лабрадор    | 520,286    | 498,432    | 476,756    | 95.75 % | 91.59 % | [ 127 ] |
| Юкон                       | 42,596     | 36,691     | 35,380     | 85.36 % | 82.31 % | [ 111 ] |
| Північно-західні території | 44,991     | 41,094     | 39,663     | 90.31 % | 87.16 % | [ 111 ] |
| Нунавут                    | 39,536     | 33,543     | 29,021     | 85.13 % | 73.65 % | [ 111 ] |
| Канада                     | 38,131,139 | 33,364,971 | 31,580,827 | 87.24 % | 82.57 % | [ 111 ] |

Крім того, 198370 доз вакцини Moderna, 5850 доз Pfizer-BioNTech і 460 доз Oxford-AstraZeneca зберігаються для «Федеральної заявки» для використання в Агентстві громадської охорони здоров'я Канади (PHAC), Збройних силах Канади та Службі виконання покарань Канади.

### Обов'язкова вакцинація, політика та заходи щодо вакцинації
У федеральному масштабі уряд Канади зобов'язав усіх федеральних працівників пройти вакцинацію до 29 жовтня 2021 року, інакше їм загрожувало звільнення. Подорожуючі старші 12 років, які користуються всіма федерал"ьними видами транспорту (наприклад, внутрішніми та міжнародними рейсами, що вирушають з більшості аеропортів Канади, поїздами «Via Rail» і «Rocky Mountaineer», а також круїзними лайнерами) повинні були надати докази повної вакцинації проти COVID-19, починаючи з 30 жовтня 2021 року. Хоча до 30 листопада 2021 року уряд пропонував пільговий період на один місяць, щоб запропонувати тим, хто ще не був повністю вакцинований проти COVID-19, надати нещодавно проведений негативний тест до посадки. З моменту запровадження обов'язкової вакцинації збільшилась кількість позовів про незаконне звільнення від невакцинованих працівників, яких звільнили з роботи. Науковці-юристи також поставили під сумнів конституційність обов'язкової вакцинації не лише на основі індивідуальних винятків, а й через ступінь впливу, який звільнення такої кількості працівників матиме на населення Канади в цілому. Як альтернативу Сі Вен Шен з юридичного факультету Монреальського університету запропонував ідею, щоб уряди провінцій посилалися на розділ 33 (не дивлячись на положення) Канадської хартії прав і свобод, щоб обійти будь-які правові оскарження на конституційних підставах.
Багато приватних компаній по всій країні, зокрема Air Canada і великі бухгалтерські фірми запровадили внутрішню політику вакцинації. Більшість навчальних закладів, таких як коледжі та університети по всій країні, запровадили обов'язкову вакцинацію для співробітників і студентів, а приватні будинки довгострокового догляду, такі як «Chartwell Retirement Residences», «Revera» та «Sienna Senior Living», запровадили обов'язкову вакцинацію для співробітників.
Нижче наведено таблицю, яка представляє окремі провінційні заходи, політику та обов'язковість щодо вимог до вакцинації за провінцією та територією:
| Провінція або територія    | Медичні працівники | Провінційні службовці | Інші працівники приватних підприємств | Паспорт вакцинації | Посилання                                               |
| -------------------------- | ------------------ | --------------------- | ------------------------------------- | ------------------ | ------------------------------------------------------- |
| Британська Колумбія        | так                | так                   | Частково                              | Припинено          | [ 137 ] [ 138 ] [ 139 ]                                 |
| Альберта                   | Припинено          | Припинено             | Частково                              | Припинено          | [ 140 ] [ 141 ] [ 142 ] [ 143 ] [ 144 ] [ 145 ]         |
| Саскачеван                 | Ні                 | Припинено             | Частково                              | Припинено          | [ 146 ] [ 147 ] [ 148 ] [ 149 ] [ 150 ]                 |
| Манітоба                   | Частково           | Частково              | Частково                              | Припинено          | [ 151 ] [ 152 ] [ 153 ]                                 |
| Онтаріо                    | Частково           | Частково              | Частково                              | Припинено          | [ 154 ] [ 155 ] [ 156 ] [ 157 ] [ 158 ]                 |
| Квебек                     | Частково           | Ні                    | Ні                                    | Припинено          | [ 159 ] [ 160 ]                                         |
| Нью-Брансвік               | так                | Частково              | Частково                              | Припинено          | [ 161 ] [ 162 ] [ 163 ] [ 164 ] [ 165 ]                 |
| Острів Принца Едварда      | Частково           | Ні                    | Частково                              | Припинено          | [ 166 ] [ 167 ] [ 168 ]                                 |
| Нова Шотландія             | так                | так                   | Частково                              | Припинено          | .                                                       |
| Ньюфаундленд і Лабрадор    | так                | так                   | Частково                              | Припинено          | [ 173 ] [ 174 ] [ 175 ] [ 176 ] [ 177 ] [ 178 ] [ 179 ] |
| Юкон                       | так                | так                   | Частково                              | Припинено          | [ 180 ] [ 181 ] [ 182 ]                                 |
| Північно-західні території | Ні                 | Частково              | Ні                                    | Припинено          | [ 183 ] [ 184 ]                                         |
| Нунавут                    | 10 січня 2022      | Ні                    | Ні                                    | Ні                 | [ 185 ]                                                 |

## Перебіг вакцинації і накази
У світі розроблено низку вакцин проти COVID-19, які знаходяться на різних стадіях розробки. Станом на 2 грудня 2020 року канадський уряд інвестував понад 1 мільярд доларів, включаючи попередні замовлення, на 7 різних вакцин, 4 з яких невдовзі були дозволені для використання міністерством охорони здоров'я Канади. Ці попередні замовлення складали понад 400 мільйонів доз. Шість із семи вакцин потребують введення двох доз для ефективності, за винятком вакцини Janssen Pharmaceutica (Johnson & Johnson), якій необхідно введення лише однієї дози.
| Pfizer–BioNTech             | III фаза клінічних досліджень  | 51-76 мільйонів      | 9 грудня 2020  | 14 грудня 2020                                            |
| Moderna                     | III фаза клінічних досліджень  | 44 мільйони          | 23 грудня 2020 | 31 грудня 2020                                            |
| Oxford–AstraZeneca          | III фаза клінічних досліджень  | 23,9 мільйона        | 26 лютого 2021 | 10 березня 2021                                           |
| Janssen (Johnson & Johnson) | III фазпа клінічних досліджень | 10-38 мільйонів      | 5 березня 2021 | - Альберта: 12 листопада 2021 - Канада: 24 листопада 2021 |
| Novavax                     | III фаза клінічних досліджень  | Близько 76 мільйонів | 17 лютого 2022 | - Саскачеван: 11 квітня 2022 - Квебек: 13 квітня 2022     |
| Medicago                    | III фаза клінічних досліджень  | Близько 76 мільйонів | 24 лютого 2022 | В очікуванні                                              |
| Sanofi–GSK                  | III фаза клінічних досліджень  | Близько 72 мільйонів | В очікуванні   | В очікуванні                                              |

## Фармакологічні дані та розробки
Оскільки вакцини проти COVID-19 є відносно новими, певні аспекти доставки та фармакологічного догляду за виробом швидко змінилися протягом програми вакцинації.

### Введення другої дози
На початку проведення вакцинації з медичної та політичної точки зору виникла дискусія щодо того, коли вводити другу дозу схвалених вакцин. Кожен виробник рекомендував по різному, відповідно 21 день для Pfizer-BioNTech, 28 днів для Moderna, та 4–12 тижнів для Oxford-AstraZeneca. Нові дані свідчили про те, що рекомендації виробника можуть бути подовжені, теоретично дозволяючи вакцинувати більше людей у міру збільшення обсягів поставок. Лікарі Стенлі Плоткін і Ніл Гелсі написали статтю, опубліковану Оксфордським журналом з клінічних інфекційних захворювань, де закликали до тимчасового використання однієї дози, щоб поширити вакцинацію на якомога більше людей, поки доступність вакцини не покращиться. Кілька інших статей і засобів масової інформації надали докази затримки другої дози в тій самій лінії міркувань. Провінція Квебек почала відмовлятися від другої дози, і зрештою прийняла 90-денну стратегію. Національний консультативний комітет з імунізації спочатку рекомендував лише максимум 42 дні між дозами. Провінція Британська Колумбія також наслідувала цей приклад і почала планувати продовжити введення другої дози до чотиримісячного інтервалу.
4 березня 2021 року національний консультативний комітет з імунізації (NACI) рекомендував, що між введенням других доз може пройти максимум 4 місяці або 112 днів. Інші провінції почали коригувати свої програми вакцинації на основі рекомендацій федерального рівня.
Квебек більше не рекомендував вводити другу дозу тим, хто раніше був інфікований COVID-19, оскільки імунітет після цього вважається достатньо сильним. Особам, які все ще хочуть отримати другу дозу, дозволять її отримати.
Починаючи з 24 травня 2021 року, Саскачеван став однією з перших провінцій, яка запропонувала введення другої дози за скороченим інтервалом часу, дозволяючи записуватися на прийом на другу дози залежно від їх віку (починаючи з 80+) або дати введення першої дози. У той же час провінція Онтаріо дозволила особам, які отримали першу дозу вакцини Oxford-AstraZeneca між 10 і 19 березня 2021 року, записатися на вакцинацію другою дозою цієї ж вакцини.

### Місткість флакона Pfizer-BioNTech
У січні 2021 року провінція Саскачеван виявила, що може отримати додаткові дози вакцини Pfizer із флаконів із зазначеною місткістю у 5 доз. Коли компанія Pfizer готувалася до промислового переоснащення, щоб відповідати міжнародному попиту на свою вакцину, що призвело до уповільнення постачання до Канаді в січні та лютому 2021 року, компанія оголосила, що їхні флакони справді містять 6 доз вакцини, а не 5. Міністерство охорони здоров'я Канади прийняло зміни маркування продукту, однак відкриття вимагало придбання мільйонів шприців з низьким мертвим простором, щоб отримати останню дозу з флакона.

### Вимоги до зберігання Pfizer-BioNTech
Спочатку вакцину Pfizer-BioNTech необхідно було постійно зберігати при ультранизьких температурах (від -80 до -60 °C) до моменту застосування (протягом цього часу після розведення вакцину потрібно було використати протягом 6 годин). 25 лютого міністерство охорони здоров'я Канади рекомендувало зберігати вакцину при звичайній температурі морозильника (від -25 до -15 °C) протягом 2 тижнів.

### Віковий діапазон Oxford-AstraZeneca
1 березня 2021 року, через два дні після першої поставки вакцини, національний консультативний комітет з імунізації повідомив, що буде рекомендувати не вводити вакцину Oxford-AstraZeneca пацієнтам старшим 65 років через недостатність доказів ефективності в цій віковій групі на цей час." Ця рекомендація ґрунтувалася на даних клінічних досліджень, які дійшли лише до 7 грудня 2020 року. Квебек не дотримувався цієї рекомендації, але його власний комітет з імунізації рекомендував вводити вакцини Pfizer і Moderna групам з вищим пріоритетом у разі обмеженої доступності вакцини (вакцина AstraZeneca вводиться групам із меншим пріоритетом). 16 березня комітет з імунізації переглянув свої рекомендації на основі нещодавно отриманих даних про ефективність з інших країн.
29 березня 2021 року комітет з імунізації рекомендував не вводити вакцину Oxford-AstraZeneca особам молодшим 55 років, посилаючись на повідомлення про рідкісний підвищений ризик утворення тромбів із низьким рівнем тромбоцитів (поствакцинальна емболія та тромботичні події). Більшість провінцій дотримувалися цієї рекомендації. У квітні 2021 року внаслідок третьої хвилі хвороби і збільшення вагань щодо вакцинації через ці побічні ефекти кілька провінцій (включно з Альбертою та Онтаріо) порушили вказівки комітету з імунізації та почали вводити цю вакцину особам віком від 40 років. 23 квітня комітет з імунізації змінив свої рекомендації, щоб рекомендувати пропонувати цю вакцину особам віком від 30 років, якщо переваги переважають ризики, і особа «не бажає чекати вакцини мРНК».

### Припинення введення Oxford-AstraZeneca в деяких провінціях
Унаслідок збільшення кількості повідомлень про емболію та тромбоз після вакцинації 11 травня 2021 року провінції Альберта та Онтаріо вирішили припинити призначення першої дози вакцини Oxford-AstraZeneca. 12 травня Нова Шотландія та Манітоба також оголосили про подібні обмеження, а Квебек оголосив про них за день.

### Змішування вакцин
Міністерство охорони здоров'я Канади та комітет з імунізації почали розглядати можливість змішування різних вакцин приблизно у квітні 2021 року. Оскільки майбутнє вакцини AstraZeneca в Канаді ставало все невизначенішим через затримки поставок і ризик рідкісних тромбозів, а також попередні дані про ефективність ставала дедалі частішими, інтерес провінційних урядів до цього питання зростав. На початку травня Квебек став першою провінцією, яка схвалила змішування вакцини з аденовірусного вектора (AstraZeneca) з мРНК-вакциною (Pfizer-BioNTech або Moderna), хоча й лише за певних обставин: лише особи віком до 45 років, які отримали першу дозу вакцини AstraZeneca, зможуть отримати одну з мРНК-вакцин як другу дозу. За кілька тижнів до того Квебек у винятковому порядку дозволив змішувати вакцини Moderna та Pfizer у будинках довгострокового догляду, оскільки кількість доз Moderna була низькою.
20 травня було повідомлено, що Канада проведе власне загальнонаціональне дослідження ефективності змішування вакцин.
1 червня комітет з імунізації схвалив змішування трьох схвалених вакцин у Канаді (Pfizer-BioNTech, Moderna та Oxford-AstraZeneca). Зокрема, комітет рекомендував змішувати першу дозу вакцини AstraZeneca з другою дозою однієї з мРНК-вакцин і змішувати першу дозу вакцини Pfizer або Moderna з другою дозою будь-якої мРНК-вакцини. Через 2 тижні комітет змінив свої рекомендації, припустивши, що другу дозу однієї з мРНК-вакцин після першої вакцинації AstraZeneca «бажано» через нові докази, які, ймовірно, демонструють покращену імунну відповідь на змішаний графік вакцинації.

## Стратегії впровадження
У грудні 2020 року комітет з імунізації оприлюднив початкові рекомендації щодо багатоетапного проведення вакцинації, які встановлюватимуть пріоритет певним групам населення у послідовності, починаючи з мешканців віком від 70 років, медичних працівників, а також працівників і мешканців закладів довгострокового догляду (через непропорційний вплив на них хвороби); і просування до ширших вікових діапазонів, працівників служб екстреної допомоги, працівників життєво необхідних галузей та мешканців із супутніми захворюваннями, перш ніж робити щеплення широких верств населення.
| Етап | Рекомендована пріоритетизація |
| ---- | --- |
| 1    | - Мешканці та персонал закладів довготермінового догляду. - Медичні працівники першого контакту та особистої допомоги, які взаємодіють з пацієнтами. - Дорослі віком 70 років і старше, починаючи з тих, кому 80 років і старше, і зменшуються з п'ятирічним кроком у міру збільшення кількості вакцин. - Дорослі, які живуть у громадах корінного населення, де вони можуть бути піддані високому ризику впливу COVID-19 через низку факторів зовнішнього впливу. |
| 2    | - Необхідні первинні вихователі похилого віку. - Інші дорослі мешканці корінних громад, які не отримали вакцину під час 1 фази. - Дорослі 60–69 років, починаючи з тих, кому 65 років і старше, а потім за зменшенням віку. - Жителі «расових і маргіналізованих спільнот, які непропорційно постраждали від COVID-19». (тобто чорношкірі канадці, філіппінські канадці, індоканадці) - Мешканці та персонал інших комунальних закладів проживання (наприклад, групових будинків, притулків для бездомних, виправних колоній тощо). - Служби першої допомоги (тобто поліція, пожежники) - Життєво необхідні служби (прямий тісний фізичний контакт з людьми) (тобто працівники продуктових магазинів, самостійних складів, готелів, ресторанів та авіакомпаній) |
| 3    | - Дорослі 16–59 років із хронічними захворюваннями. - Дорослі 50–59 років без хронічних захворювань, починаючи з тих, кому 55 років і старших, а потім зі зменшенням віку. - Найважливіші працівники інших галузей. - Медичні працівники, які не мають безпосереднього контакту з хворими. - Студенти університету, які проживають на території кампусу. - Професійні та студентські спортсмени. - Професійні гастролюючі музиканти та їхній персонал. |

## Ключові особи
- Бригадний генерал Кріста Броді, віце-президент з логістики та операцій Агентства громадської охорони здоров'я Канади (приступила до роботи 17 травня 2021 року)
- Патті Гайду, міністр охорони здоров'я
- Гарджіт Саджан, міністр національної оборони
- Аніта Ананд, міністр державних послуг і закупівель
- Бригадний генерал Сімон Бернар, логістика

### Колишні персоналії
- Генерал-майор Дені Фортін, віце-президент з матеріально-технічного забезпечення та операцій Агентства громадської охорони здоров'я Канади (залишив посаду 14 травня 2021 року через непояснене військове розслідування[256])